# Stadtbibliothek Göttingen
Die Stadtbibliothek Göttingen ist eine öffentliche Bibliothek in Trägerschaft der Stadt Göttingen. Sie verfügt über einen Bestand von rund 184.000 Medien. Die Zentralbibliothek befindet sich in der Innenstadt im Thomas-Buergenthal-Haus.

## Geschichte

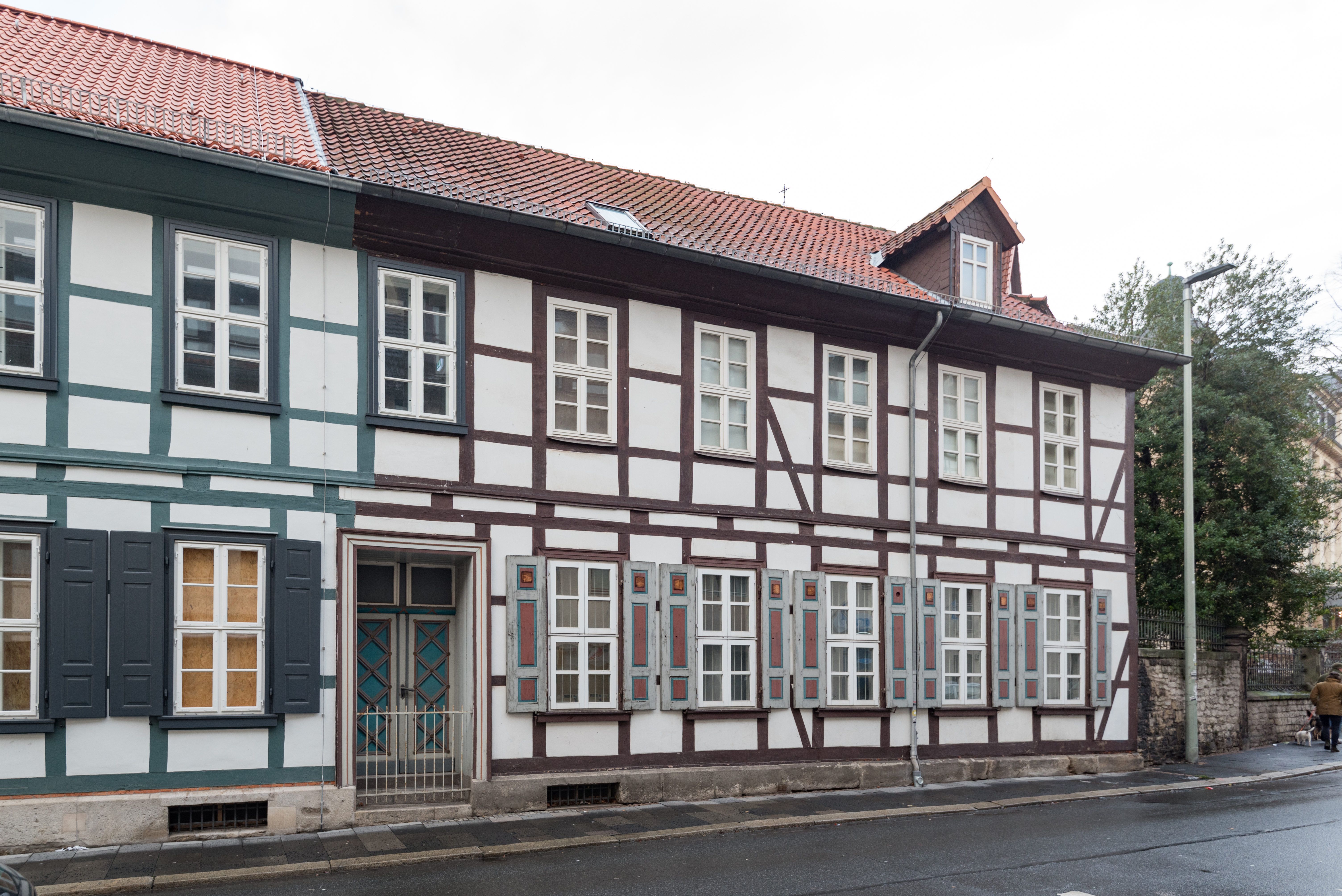
Haus Ritterplan 8, Standort der Bibliothek von 1902 bis 1943

Die Bibliothek wurde am 21. Oktober 1897 als Göttinger Volksbibliothek von dem Allgemeinen Deutschen Schulverein gegründet und befand sich zu Beginn in Räumlichkeiten der Volksschule am Albaniplatz. Nachdem der Verein Volksbibliothek 1900 die Trägerschaft übernommen hatte, zog die Bibliothek 1902 in das Haus Ritterplan 8. Seit 1934 ist die Stadt Göttingen Trägerin. Die Bestände wurden nationalsozialistisch „gesäubert“ und die Bibliothek in Städtischen Volksbücherei umbenannt. 1943 zog sie in die Weender Str. 69, wo sie mit einem bereits bestehenden akademischen Lesesaal zusammengelegt wurde.
Nach dem Ende des Zweiten Weltkrieges blieb die Bibliothek 1945 für einen Monat geschlossen, um zirka 2000 Bände nationalsozialistischer Literatur auszusortieren. In den 60er Jahren wurden die ersten Zweigstellen in Göttinger Ortsteilen eröffnet. 1963 musste die Bibliothek wegen Abriss des bisherigen Gebäudes in die Lange Geismarstr. 73 ziehen. 1974 erhielt die Bibliothek ihren heutigen Namen Göttinger Stadtbibliothek und 1980 zog die Zentralbibliothek in den heutigen Standort, das ehemalige Stadthaus in der Gotmarstr. 8. Dieses wurde 2008 nach dem Völkerrechtler und Journalisten Thomas Buergenthal benannt.

## Angebot
Der Medienbestand besteht aus Büchern, Zeitschriften, Noten, DVDs, CDs, Spielen und mehr. Die Stadtbibliothek verfügt außerdem über eine Bibliothek der Dinge und eine Saatgutbilbiothek. Neben dem Medienbestand werden auch Internet-Arbeitsplätze, PCs, Internet-Schulungen, Führungen durch die Bibliothek, Angebote für Kindergärten und Schulen und Veranstaltungen wie Ausstellungen und Lesungen angeboten. Die Zentralbibliothek bietet neben dem Bestand für Erwachsene eine separate Kinderbibliothek sowie einen Jugend- und einen Elternbereich.
Zum Bibliothekssystem gehören Zweigstellen in den Ortsteilen Elliehausen, Geismar, Grone, Nikolausberg, Roringen und Weende. Als Zweigstelle im Internet stellt die „Onleihe“ Medien zum Download bereit.

## Einrichtungen
| Zweigstelle       | Adresse                                    | Bestand | Bild |
| ----------------- | ------------------------------------------ | ------- | ---- |
| Zentralbibliothek | Gotmarstr. 8, 37073 Göttingen              | 132.000 |      |
| Elliehausen       | Harrenacker 1, 37079 Göttingen             | 4.000   |      |
| Geismar           | Kerllsgasse 2, 37083 Göttingen             | 16.000  |      |
| Grone             | Heinrich-Warnecke-Str. 6a, 37081 Göttingen | 11.000  |      |
| Nikolausberg      | Auf der Lieth 1, 37077 Göttingen           | 4.000   |      |
| Roringen          | Lange Str. 22, 37077 Göttingen             | 4.300   |      |
| Weende            | Hennebergstr. 11, 37077 Göttingen          | 13.000  |      |